# Bình Chánh (Quảng Nam)
Bình Chánh is een xã in het district Thăng Bình, een van de districten in de Vietnamese provincie Quảng Nam. Bình Chánh heeft ruim 4300 inwoners op een oppervlakte van 14,86 km².

## Geografie en topografie
Bình Chánh ligt centraal in de huyện Thăng Bình. De aangrenzende xã's zijn Bình Quý, Bình Tú, Bình Trung, Bình Quế en Bình Phú.

## Verkeer en vervoer
De Spoorlijn Hanoi - Ho Chi Minhstad gaat door Bình Chánh. Bình Chánh heeft geen spoorwegstation aan deze spoorlijn.